# Непал на Светском првенству у атлетици на отвореном 2015.
Непал је учествовао на Светском првенству у атлетици на отвореном 2015. одржаном у Пекингу од 22. до 30. августа, дванаести пут. Репрезентацију Непала представљала је једна атлетичарка која се такмичила у трци на 400 метара.,
На овом првенству представница Непал није освојила ниједну медаљу, а оборила је свој најбољи резултат сезоне.

## Резултати

### Жене
| Атлетичарка    | Дисциплина | Лични рекорд | Квалификације | Квалификације | Полуфинале            | Полуфинале            | Финале                | Финале       | Детаљи |
| Атлетичарка    | Дисциплина | Лични рекорд | Резултат      | Место         | Резултат              | Место                 | Резултат              | Место        | Детаљи |
| -------------- | ---------- | ------------ | ------------- | ------------- | --------------------- | --------------------- | --------------------- | ------------ | ------ |
| Дил Маја Карки | 400 м      | 1:00,30      | 1:00,99 ЛРС   | 7. у гр. 4    | Није се квалификовала | Није се квалификовала | Није се квалификовала | 41 / 41 (42) |        |